# Aeroporto Internacional Birsa Munda
O Aeroporto Birsa Munda (em inglês: Birsa Munda Airport) (IATA: IXR, ICAO: VERC), também conhecido como Aeroporto de Ranchi, é o principal aeroporto que serve a cidade de Ranchi, a capital do estado indiano de Jarcanda. É nomeado após o lutador de liberdade tribal indiano Birsa Munda e atualmente é administrado pela autoridade de aeroportos da Índia. O aeroporto está localizado em Hinoo, a aproximadamente 5 km do centro da cidade. Todo o aeroporto se estende por uma área de 1568 acres. O aeroporto é utilizado por mais de 1,5 milhões de passageiros por ano e é o 28º aeroporto mais movimentado da Índia.